# Trachelopachys bicolor
Trachelopachys bicolor is een spinnensoort uit de familie van de Trachelidae.
De wetenschappelijke naam van de soort werd in 1916 gepubliceerd door Ralph Vary Chamberlin.